# 浆水乡
浆水乡，是中华人民共和国湖南省郴州市宜章县下辖的一个乡镇级行政单位。

## 行政区划
浆水乡下辖以下地区：
浆水村、水口村、偏溪村、洛阁村、杉树山村、新华村、温塘坳村、大地岭村、上源头村、茅栗村、锁石村、龟爻村、夏洛村、新车坪村和塔塘村。